# Antonino Román
Antonino Román y Pascual (31 de mayo de 1939 - 8 de enero de 2014) fue un político filipino, miembro de la Cámara de Representantes de Filipinas, representó al primer distrito de Bataán desde 1998 hasta 2007, cuando su esposa Herminia Román se hizo cargo del asiento. También fue viceministro de Finanzas, bajo el ministro de Hacienda César Virata y Secretario de las Oficinas Presidenciales de Enlace Legislativo (PLLO) 2010-2012. Roman murió el 8 de enero de 2014 de insuficiencia orgánica múltiple. Tenía 74 años de edad.